# Regina Schulte
Regina Schulte (* 15. Mai 1949 in Paderborn; † 8. Februar 2024 in Berlin) war eine deutsche Historikerin. Sie war eine Pionierin der Frauen- und Geschlechtergeschichte.

## Leben und Wirken
Regina Schulte studierte von 1968 bis 1974 Geschichte, Germanistik und Sozialkunde an den Universitäten Bonn und München. Im Jahr 1974 folgte die wissenschaftliche Prüfung für das Lehramt an Gymnasien in München. Im Jahr 1977 wurde sie bei Karl Bosl an der Universität München mit einer Arbeit über die Prostitution im 19. Jahrhundert promoviert. 1977/78 war sie Lehrerin an der Folkuniversitetet Stockholm. Schulte war von 1982 bis 1984 Wissenschaftliche Mitarbeiterin am Deutschen Historischen Institut London und von 1984 bis 1989 an der Technischen Universität Berlin. Im Jahr 1988 erfolgte ihre Habilitation an der TU Berlin mit der Arbeit Die bäuerliche Gesellschaft vor den Schranken des bürgerlichen Gerichts. Zur Sozialgeschichte des Dorfes im 19. Jahrhundert.
Ab 1989 war Schulte Privatdozentin für Neuere Geschichte an der TU Berlin und hatte Lehraufträge an den Universitäten Bielefeld, Tübingen und Basel. 1990/91 hatte Schulte eine Lehrstuhlvertretung für Hans Mommsen an der Ruhr-Universität Bochum. 1992 hatte sie eine Gastprofessur an der Cornell University. Von 1993 bis 2014 lehrte sie als Professorin für Neuere und Neueste Geschichte/Geschlechtergeschichte an der Ruhr-Universität Bochum. Schulte war außerdem von 1998 bis 2003 Professor of European History / Women’s and Gender Studies am Europäischen Hochschulinstitut in Florenz.
Ihre Forschungsschwerpunkte waren die Frauen- und Geschlechtergeschichte, Geschlecht und Krieg in der Neuzeit. Sie war jahrzehntelang Mitherausgeberin von L’Homme. Europäische Zeitschrift für Feministische Geschichtswissenschaft.
Regina Schulte war mit dem Historiker Lutz Niethammer verheiratet.

## Schriften (Auswahl)
Monografien
- Die verkehrte Welt des Krieges. Studien zu Geschlecht, Religion und Tod (= Geschichte und Geschlechter. Bd. 25). Campus-Verlag, Frankfurt am Main u. a. 1998, ISBN 3-593-36112-4.
- Sperrbezirke. Tugendhaftigkeit und Prostitution in der bürgerlichen Welt. Syndikat, Frankfurt am Main 1979, ISBN 3-8108-0090-2; 2. Auflage (= eva-Taschenbuch. Bd. 222). Europäische Verlags-Anstalt, Hamburg 1994, ISBN 3-434-46222-8) (Zugleich: München, Universität, Dissertation, 1979).
- Das Dorf im Verhör. Brandstifter, Kindsmörderinnen und Wilderer vor den Schranken des bürgerlichen Gerichts. Oberbayern 1848–1910. Rowohlt, Reinbek bei Hamburg 1989, ISBN 3-498-06236-0 (Zugleich: Berlin, Technische Universität, Habilitations-Schrift, 1988).

Herausgeberschaften
- mit Barbara Duden, Karen Hagemann, Ulrike Weckel: Geschichte in Geschichten. Ein historisches Lesebuch. Campus-Verlag, Frankfurt am Main u. a. 2003, ISBN 3-593-37252-5.
- Der Körper der Königin. Geschlecht und Herrschaft in der höfischen Welt (= Campus Historische Studien. Bd. 31). Campus-Verlag, Frankfurt am Main u. a. 2002, ISBN 3-593-37112-X.